# Setosella cavernicola
Setosella cavernicola är en mossdjursart som beskrevs av Harmelin 1977. Setosella cavernicola ingår i släktet Setosella och familjen Setosellidae. Inga underarter finns listade i Catalogue of Life.